# G.A.S.P!! Fighters' NEXTream
G.A.S.P!! Fighters' NEXTream (Deadly Arts aux États-Unis) est un jeu vidéo de combat sorti en 1998 sur Nintendo 64. Le jeu a été développé et édité par Konami.

## Système de jeu
G.A.S.P est un jeu de combat qui comporte huit personnages et neuf arènes au début du jeu.